# Kanton Crécy-la-Chapelle
Kanton Crécy-la-Chapelle is een voormalig kanton van het Franse departement Seine-et-Marne. Het kanton maakte deel uit van het arrondissement Meaux.
 Het werd opgeheven bij decreet van 18 februari 2014 met uitwerking in maart 2015. Het werd in zijn geheel toegevoegd aan het kanton Serris.

## Gemeenten
Het kanton Crécy-la-Chapelle omvatte de volgende gemeenten:
- Bouleurs
- Boutigny
- Condé-Sainte-Libiaire
- Couilly-Pont-aux-Dames
- Coulommes
- Coutevroult
- Crécy-la-Chapelle (hoofdplaats)
- Esbly
- La Haute-Maison
- Montry
- Quincy-Voisins
- Saint-Fiacre
- Saint-Germain-sur-Morin
- Sancy
- Vaucourtois
- Villemareuil
- Villiers-sur-Morin
- Voulangis